# Scrophularia carduchorum
Scrophularia carduchorum är en flenörtsväxtart som beskrevs av R. Mill. Scrophularia carduchorum ingår i släktet flenörter, och familjen flenörtsväxter. Inga underarter finns listade i Catalogue of Life.